# 지지 장메르

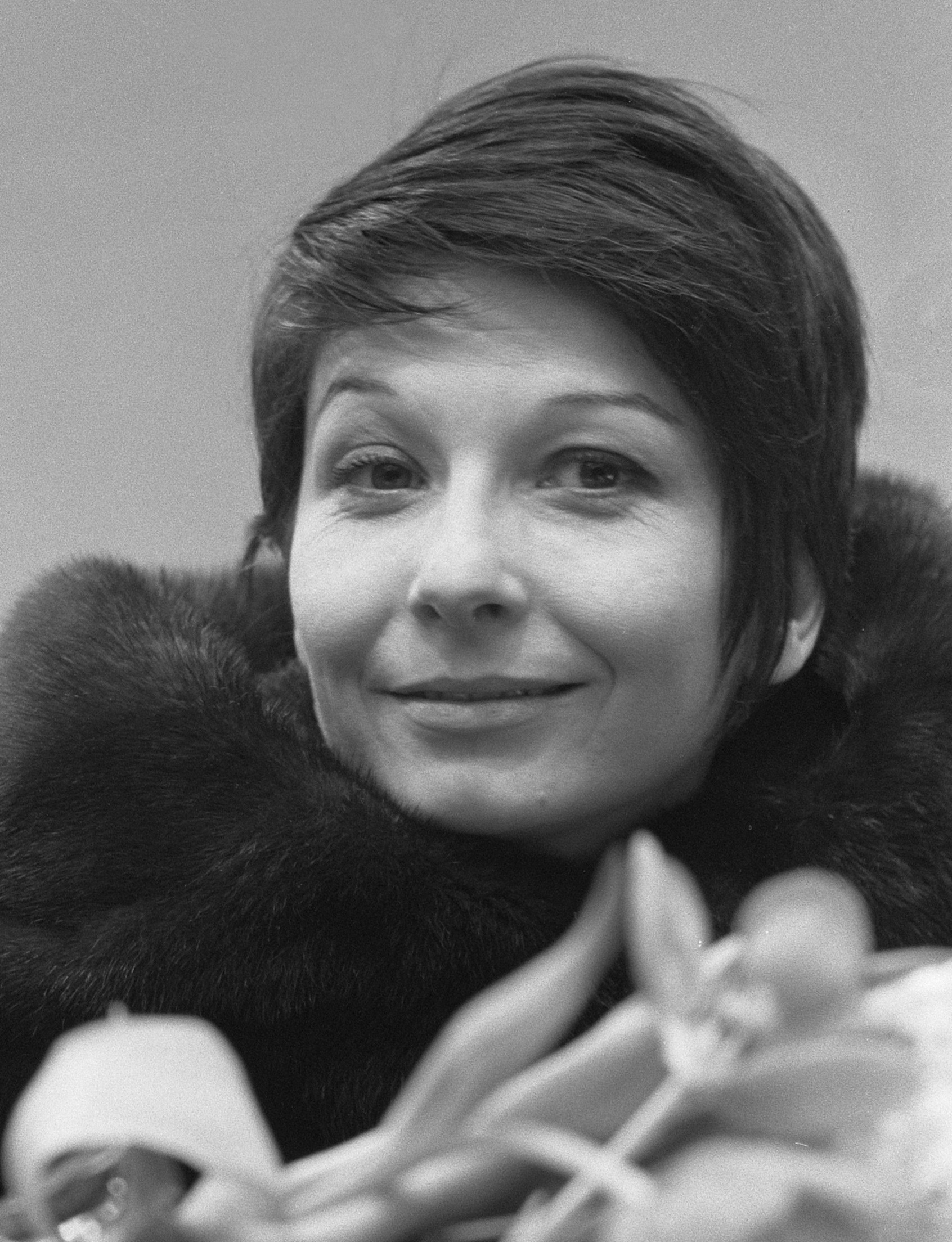
1963년

지지 장메르(Zizi Jeanmaire, 본명: 르네 장메르/Renée Marcelle Jeanmaire, 1924년 4월 29일 ~ 2020년 7월 17일)는 프랑스의 발레리나 겸 가수이다.
프랑스 파리에서 태어났다. 9세 때부터 발레를 배워 국립 오페라극장의 발레부에 들어갔다. 1948년, 롤랑 프티의 파트너가 되어 무대활약을 하였으나 후에 그와 결혼하였다. 1951년에 <다이아몬드를 먹는 여자>로 디스크 대상을 수상하였다. 1957년에 아랑블라 극장에서 공연을 가졌으며, 노래와 춤의 스타로서 제2의 미스탄게트가 되고자 노력하였다.

## 참고 문헌
- 이 문서에는 다음커뮤니케이션(현 카카오)에서 GFDL 또는 CC-SA 라이선스로 배포한 글로벌 세계대백과사전의 "장메르" 항목을 기초로 작성된 글이 포함되어 있습니다.